# Drottninghuset

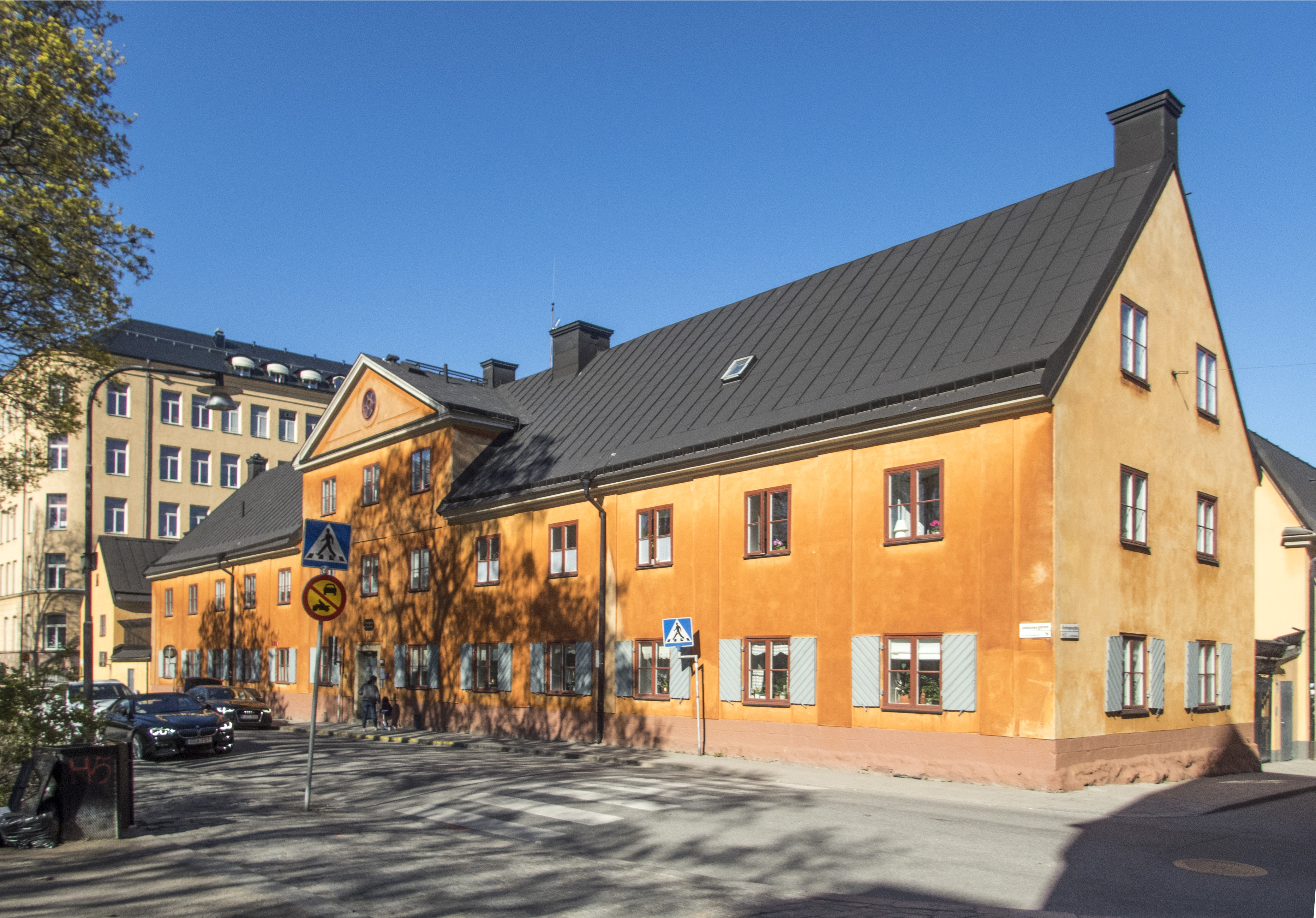
Drottninghuset i maj 2017.

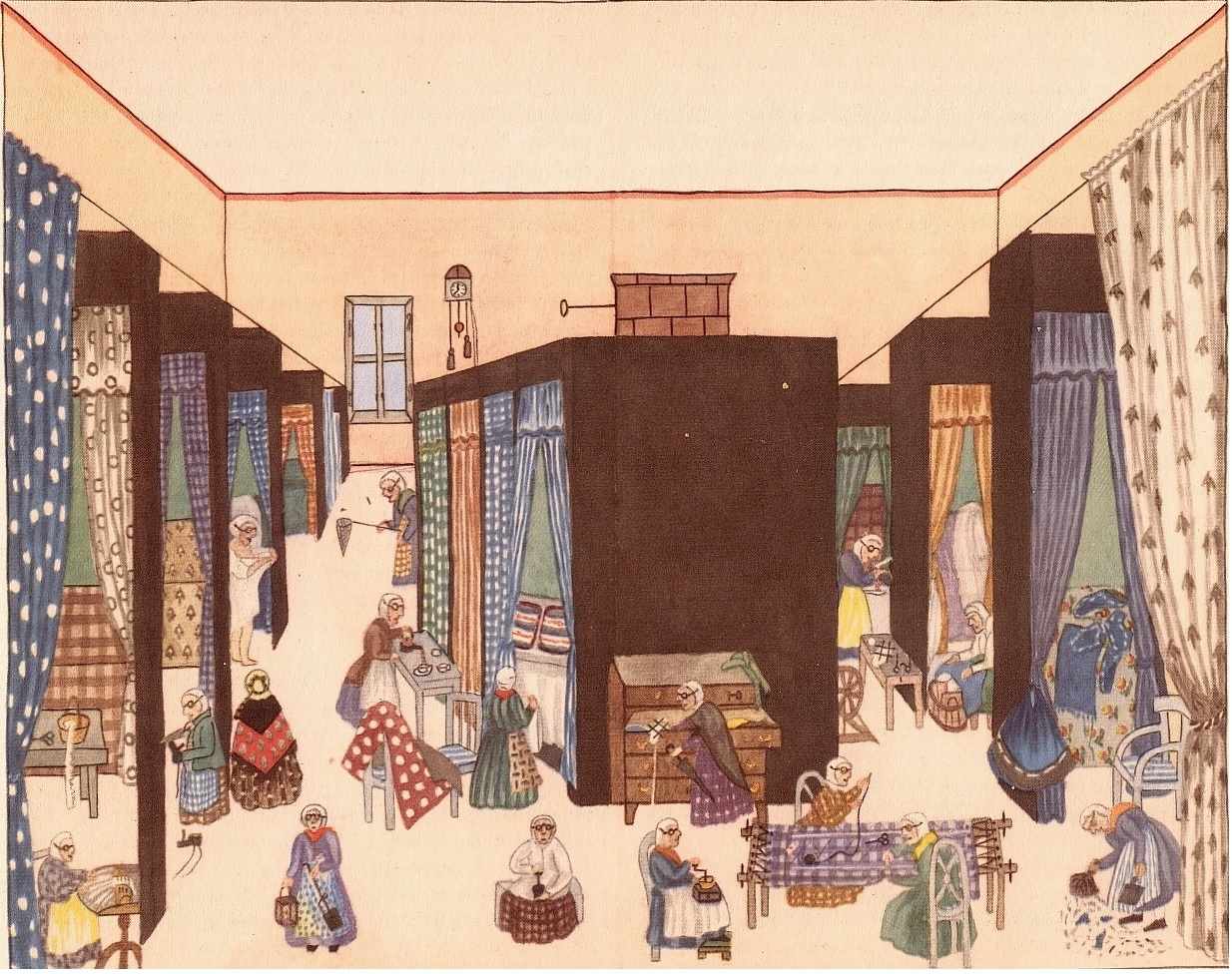
Interiör från Drottninghuset i mitten av 1800-talet. Akvarell av Josabeth Sjöberg, Stadsmuseet.

Drottninghuset ligger vid Johannesgatan 16 i Stockholm och uppkallades efter drottning Ulrika Eleonora d.ä.

## Historik
Huset byggdes 1689 efter ritningar av arkitekten Mathias Spieler på initiativ av Ulrika Eleonora som Johannes hospital och var en så kallad barmhärtighetsinrättning. 1733 ändrades verksamheten till hem för "ålderstigna, sjukliga och i torftighet stadda änkor och döttrar efter civile och militäre ämbets- och tjänstemän, präster, borgare och sådana hovbetjänte, vilka icke burit livré". 1745 fick huset namnet Drottninghuset. Det var även känt såsom Drottningens hospital.
Huset har förändrats under 1900-talet och rummen har byggts om till små lägenheter.